# Centella
A Centella az ernyősvirágzatúak (Apiales) rendjében a zellerfélék (Apiaceae) családjának Mackinlayoideae alcsaládjának egyik növénynemzetsége, amelybe mintegy félszáz növényfaj tartozik.
A nemzetség az 1980-as évek eleji rendszerezés szerint az ernyősvirágzatúak rendjén belül a gázló (Hydrocotyle) növénynemzetség rokonságába tartozott, onnan vált ki önálló nemzetségként, s akkor még csak 20 fajt számlált. Ekkor még mindkét nemzetséget a zellerfélék (Apiaceae) családjába sorolták. Jelenleg a gázló (Hydrocotyle) növénynemzetség a renden belül egy másik családba, az aráliafélékhez (Araliaceae) tartozik. 

## Fajok
A Királyi Botanikus Kertek (Royal Botanic Gardens, Kew) által fenntartott Plants of the World Online adatbázis szerint az alábbi 54 faj tartozik a növénynemzetségbe 2024. december 1-jén:
- Centella abbreviata (A. Rich.) Nannf.
- Centella affinis (Eckl. et Zeyh.) Adamson
- Centella annua M.T.R.Schub. et B.-E.van Wyk
- Centella asiatica (L.) Urb. – ázsiaigázló, gotu kola
- Centella brachycarpa M.T.R.Schub. et B.-E.van Wyk
- Centella caespitosa Adamson
- Centella calcaria M.T.R.Schub. et B.-E.van Wyk
- Centella callioda (Cham. et Schltdl.) Drude
- Centella capensis (L.) Domin
- Centella cochlearia (Domin) Adamson
- Centella comptonii Adamson
- Centella cordifolia (Hook.f.) Nannf.
- Centella coriacea Nannf.
- Centella cryptocarpa M.T.R.Schub. et B.-E.van Wyk
- Centella debilis (Eckl. et Zeyh.) Drude
- Centella dentata Adamson
- Centella didymocarpa Adamson
- Centella difformis (Eckl. et Zeyh.) Adamson
- Centella dolichocarpa M.T.R.Schub. et B.-E.van Wyk
- Centella erecta (L.f.) Fernald
- Centella eriantha (A.Rich.) Drude
- Centella flexuosa (Eckl. et Zeyh.) Drude
- Centella fourcadei Adamson
- Centella fusca (Eckl. et Zeyh.) Adamson
- Centella glabrata L.
- Centella glauca M.T.R.Schub. et B.-E.van Wyk
- Centella graminifolia Adamson
- Centella gymnocarpa M.T.R.Schub. et B.-E.van Wyk
- Centella laevis Adamson
- Centella lanata Compton
- Centella lasiophylla Adamson
- Centella linifolia (L.f.) Drude
- Centella longifolia (Adamson) M.T.R.Schub. et B.-E.van Wyk
- Centella macrocarpa (A.Rich.) Adamson
- Centella macroda (Spreng.) B.L.Burtt
- Centella montana (Cham. et Schltdl.) Domin
- Centella obtriangularis Cannon
- Centella pilosa M.T.R.Schub. et B.-E.van Wyk
- Centella pottebergensis Adamson
- Centella recticarpa Adamson
- Centella restioides Adamson
- Centella rupestris (Eckl. et Zeyh.) Adamson
- Centella scabra Adamson
- Centella sessilis Adamson
- Centella stenophylla Adamson
- Centella stipitata Adamson
- Centella ternata M.T.R.Schub. et B.-E.van Wyk
- Centella thesioides M.T.R.Schub. et B.-E.van Wyk
- Centella tridentata (L.f.) Drude ex Domin
- Centella triloba (Thunb.) Drude
- Centella umbellata M.T.R.Schub. et B.-E.van Wyk
- Centella uniflora (Colenso) Nannf.
- Centella villosa L.
- Centella virgata (L.f.) Drude